# Obitelj Malih Marija
Obitelj Malih Marija, svjetovni rimokatolički institut u Hrvatskoj.

## Povijest
Još od 1953. djelovala je zajednica djevojaka koje je okupljala i među kojima je djelovala utemeljiteljica Obitelji gospođica Elza Kulundžić. Iz ove je zajednice izrasla Obitelj Malih Marija koja je osnovana kao svjetovna ustanova 1969. godine u Osijeku. Vodile su ga Elza Kulundžić i o. Donata Kranjec, kapucina. Dekret o kanonskom priznanju Obitelji je uručio utemeljiteljici Elzi Kulundžić osobno biskup Ćiril Kos 4. listopada 1975. godine. Članice instituta odazvale su se posebnom Božjem pozivu da u duhu presvete Isusove Majke žive i rade za Isusa Krista i njegovu Crkvu, a potaknute i privučene ljepotom djevičanskog života Bezgrešne Djevice Marije i njezinom suotkupiteljskom suradnjom. Svrha Obitelji malih Marija je vlastito posvećenje njezinih članica po uzoru na Bezgrešnu Djevicu i odgoj mladih za čistoću. Odgojna djelatnost usmjerena je prvenstveno na žensku mladež. Članicama Obitelji namjera je odgajati djevojke koje će postati dobre i svete majke, kao i one koje Bog zove da mu svoj život posvete u posvećenoj čistoći. Druge dvije svrhe Obitelji Malih Marija je pružanje duhovne pomoći svećenicima i karitativni rad. Članice se zavjetuju da će u svijetu obdržavati evanđeoske zavjete čistoće, poslušnosti i siromaštva, da bi postigle kršćansko savršenstvo i potpuno se predale apostolatu Crkve.

## Vanjske poveznice
- Obitelj Malih Marija
- Facebook